# بوستان ساحلی بوکان
این پارک در قسمت غربی شهر بوکان در جنوب استان آذربایجان غربی ایران قرار دارد.

## ویژگی
یکی از بزرگترین پارک‌های واقع در استان آذربایجان غربی است و در قسمت غربی بوکان قرارگرفته‌است و به سه‌بخش تقسیم شده‌است که عبارتند از :بخش مجتمع تفریحی برده‌رش (کوه‌سیاه)؛ کوه‌هی درچندصدقدمی این پارک قرار دارد و دارای طبیعت بکر و سرسبزی است.
بخش جنوبی پارک، باغ‌های امیرآباد قرارگرفته‌اند باغ‌های معروف آلبالوی امیرآباد هر ساله پذیرای عده زیادی از مردم مناطق مختلف است. از حاشیهٔ پارک ساحلی بوکان، رود سیمینه رود عبور می‌کند.